# HD51684
HD51684 — хімічно пекулярна зоря спектрального класу F0, що має видиму зоряну величину в смузі V приблизно  7,9.
Вона  розташована на відстані близько 874,4 світлових років від Сонця.

## Пекулярний хімічний вміст
Зоряна атмосфера HD51684 має підвищений вміст 
Cr
.